# 金宥珍
金宥珍（韩语： Gim Yu-jin，2000年10月17日—），韩国女子跆拳道运动员，2021年亚洲跆拳道锦标赛女子57公斤级金牌得主、2022年亚洲运动会女子57公斤级铜牌得主、2024年夏季奥林匹克运动会女子57公斤级金牌得主。